# Janis Dimopulos
Joanis (Janis) K. Dimopulos (gr. Ιωάννης (Γιάννης) Κ. Δημόπουλος; ur. 6 czerwca 1932 we Wrontu, gmina Dion-Olimp, zm. 22 września 2022 w Pilei) – grecki polityk, prawnik i ekonomista, parlamentarzysta krajowy, w 1981 poseł do Parlamentu Europejskiego I kadencji, wiceminister handlu.

## Życiorys
Syn dwojga nauczycieli, jego ojciec Konstandinos był także politykiem i parlamentarzystą. Ojciec chrzestny Leonidas Joanidis pełnił natomiast funkcję ministra. W młodości uprawiał koszykówkę, od 1947 do 1956 był zawodnikiem m.in. PAOK BC. Studiował prawo i ekonomię na Uniwersytecie Arystotelesa w Salonikach, w latach 60. kształcił się podyplomowo w zakresie ekonomii na Uniwersytecie Nowojorskim. Praktykował zawodowo jako prawnik, od 1964 do 1967 był attaché handlowym w greckim konsulacie w Nowym Jorku.
Zaangażował się w działalność polityczną w ramach Nowej Demokracji. W latach 1974–1981 zasiadał w Parlamencie Hellenów I i II kadencji z okręgu Nomos Pieria. Od 28 listopada 1977 do 10 maja 1980 zajmował stanowisko wiceministra handlu w rządzie Konstandinosa Karamanlisa. Od stycznia do października 1981 wykonywał mandat posła do Parlamentu Europejskiego w ramach delegacji krajowej, pozostawał deputowanym niezrzeszonym. W późniejszych latach był m.in. dyrektorem generalnym jednego ze szpitali.
Został pochowany 23 września 2022 w Pilei.